# Spino d'Adda
Spino d'Adda is een gemeente in de Italiaanse provincie Cremona (regio Lombardije) en telt 6368 inwoners (31-12-2004). De oppervlakte bedraagt 19,9 km², de bevolkingsdichtheid is 335 inwoners per km².

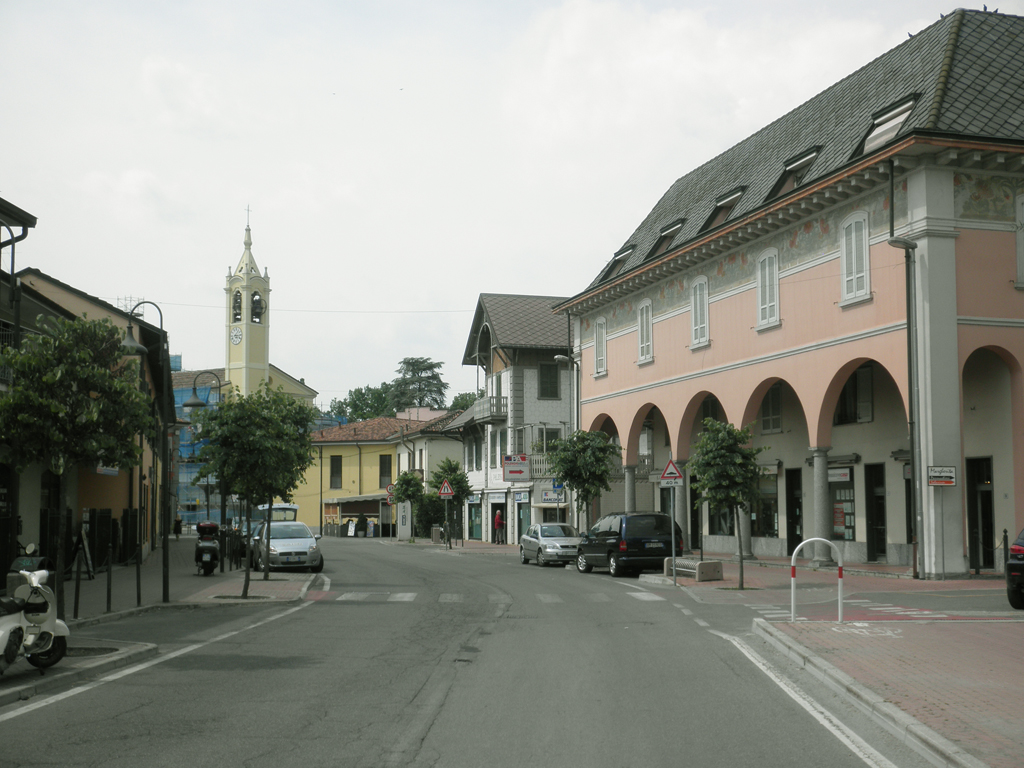
Via Martiri della Liberazione
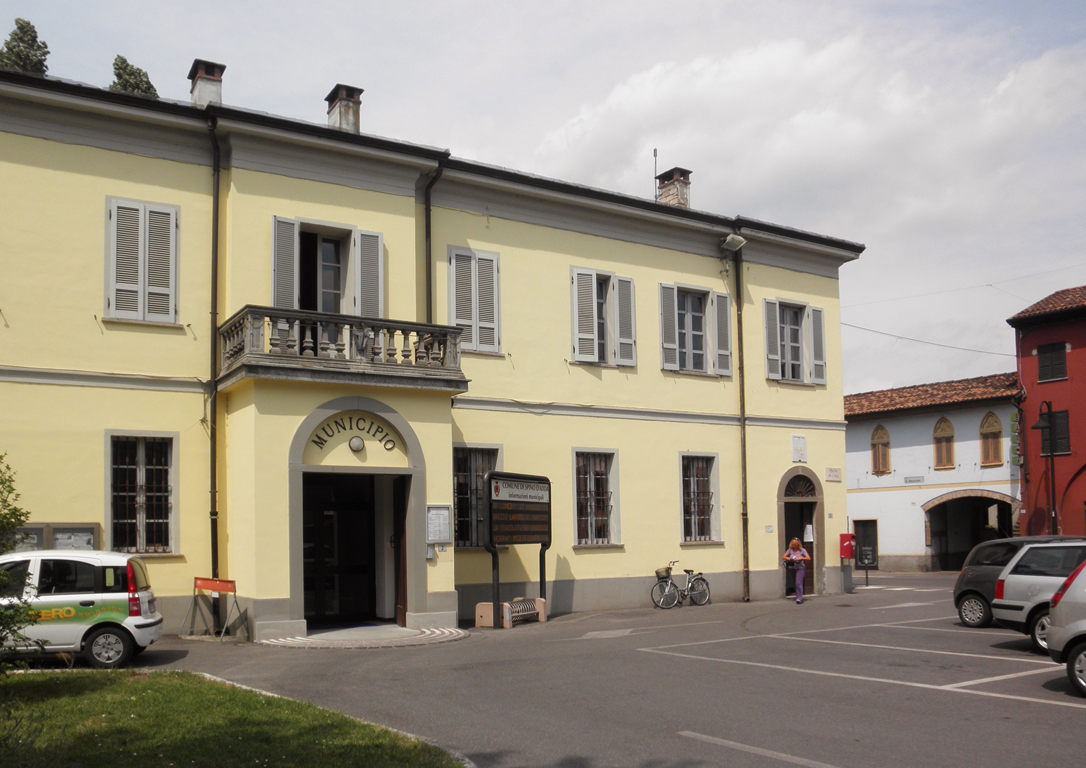
Gemeentehuis

## Demografie
Spino d'Adda telt ongeveer 2466 huishoudens. Het aantal inwoners steeg in de periode 1991-2001 met 11,6% volgens cijfers uit de tienjaarlijkse volkstellingen van ISTAT.
| Jaar | Inwoneraantal |
| ---- | ------------- |
| 1991 | 5289          |
| 2001 | 5905          |

## Geografie
De gemeente ligt op ongeveer 84 m boven zeeniveau.
Spino d'Adda grenst aan de volgende gemeenten: Boffalora d'Adda (LO), Dovera, Merlino (LO) (LO), Pandino, Rivolta d'Adda, Zelo Buon Persico (LO).